# Malcolm McGowan
Malcolm McGowan, född den 24 oktober 1955 i London i Storbritannien, är en brittisk roddare.
Han tog OS-silver i åtta med styrman i samband med de olympiska roddtävlingarna 1980 i Moskva.